# Mads Hermansen
Mads Hermansen (* 11. července 2000) je dánský profesionální fotbalista, který hraje na pozici brankáře za anglický klub Leicester City FC a dánský národní tým do 21 let.

## Klubová kariéra

### Brøndby
Narodil se v Odense a svou mládežnickou kariéru začal v klubu Næsby Boldklub. Jako desetiletý se změnil z krajního záložníka na brankáře poté, co prodělal zánět achillovy šlachy.
V září 2015 Hermansen přestoupil do Brøndby IF. Před sezónou 2019/20 byl povýšen do prvního týmu.
Dne 5. listopadu 2020 Hermansen debutoval v zápase dánského poháru proti Ledøje-Smørum Fodbold, který skončil výhrou Brøndby 1:0. Na konci sezóny 2020/21 se Brøndby stalo poprvé od roku 2005 dánským mistrem, přičemž Hermansen byl náhradníkem německého brankáře Marvina Schwäbeho, a proto se v lize neobjevil.
Po odchodu Schwäbeho do 1. FC Köln, Hermansen převzal roli prvního brankáře. V Superligaen debutoval 18. července 2021 při remíze 1:1 s Aarhus GF. Následující měsíc, 17. srpna, Hermansen debutoval v evropských pohárech při prohře 2:1 s Red Bullem Salzburg v prvním utkání play-off Ligy mistrů UEFA. I přes prohru Hermansen v brance zaujal důležitými zákroky.
Dne 3. prosince 2022 obdržel Hermansen ocenění Hráč roku Brøndby 2022 poté, co v průběhu roku předváděl dobré výkony.

### Leicester City
Dne 18. července 2023 podepsal Hermansen pětiletou smlouvu s klubem Championship Leicester City. Svůj soutěžní debut za Lišky si odbyl v úvodním zápase sezóny, kdy předvedl klíčové zákroky a pomohl týmu k ligovému vítězství 2:1 nad Coventry City. O několik dní později si však během tréninku přivodil zranění stehenního svalu, které ho vyřadilo z následujícího ligového zápasu proti Huddersfield Town. Do základní sestavy se vrátil 19. srpna při ligové výhře nad Cardiffem City. 20. září udržel své první čisté konto po příchodu k Liškám, když pomohl svému týmu k venkovnímu vítězství 2:0 nad Norwichem City na Carrow Road.

## Reprezentační kariéra
Hermansen reprezentoval Dánsko na mládežnické mezinárodní úrovni od kategorie do 16 let do kategorie do 19 let.
V listopadu 2020 byl Hermansen poprvé povolán do dánského týmu do 21 let. Dne 7. září 2021 si připsal svůj první start za tým při výhře 1:0 nad Kazachstánem v kvalifikaci na Mistrovství Evropy ve fotbale hráčů do 21 let 2023.
Hermansen byl povolán do seniorského týmu Dánska pro kvalifikační zápasy na Mistrovství Evropy ve fotbale 2024 v červnu, září a říjnu 2023.

## Statistiky

### Klubové
Platí k zápasu hranému 22. února 2024.
| Klub              | Sezóna            | Liga              | Liga   | Liga | Národní pohár | Národní pohár | Ligový pohár | Ligový pohár | Kontinentální | Kontinentální | Celkově | Celkově |
| Klub              | Sezóna            | Soutěž            | Zápasy | Góly | Zápasy        | Góly          | Zápasy       | Góly         | Zápasy        | Góly          | Zápasy  | Góly    |
| ----------------- | ----------------- | ----------------- | ------ | ---- | ------------- | ------------- | ------------ | ------------ | ------------- | ------------- | ------- | ------- |
| Brøndby           | 2020/21           | Superligaen       | 0      | 0    | 1             | 0             | —            | —            | —             | —             | 1       | 0       |
| Brøndby           | 2021/22           | Superligaen       | 29     | 0    | 2             | 0             | —            | —            | 7             | 0             | 38      | 0       |
| Brøndby           | 2022/23           | Superligaen       | 27     | 0    | 0             | 0             | —            | —            | 4             | 0             | 31      | 0       |
| Brøndby           | Celkově           | Celkově           | 56     | 0    | 3             | 0             | —            | —            | 11            | 0             | 70      | 0       |
| Leicester City    | 2023/24           | Championship      | 32     | 0    | 0             | 0             | 0            | 0            | —             | —             | 32      | 0       |
| Celkově v kariéře | Celkově v kariéře | Celkově v kariéře | 88     | 0    | 3             | 0             | 0            | 0            | 11            | 0             | 102     | 0       |

## Úspěchy
Brøndby
- Superligaen: 2020/21

Individuální
- Hráč roku Brøndby: 2022